# علي دقرشاوي
علي دقرشاوي مواليد 15 مارس 2001 في السعودية، هو لاعب كرة قدم سعودي يلعب كظهير أيمن في النادي العربي.

## مسيرة اللاعب
لعب في الفئات السنية في نادي الأنصار و لعب بعدها مع نادي الوحدة ونادي العين والنادي العربي.